# 菲利普·弗朗西斯·托马斯
菲利普·弗朗西斯·托马斯（Philip Francis Thomas，1810年9月12日 - 1890年10月2日），美国政治家，美国民主党人，曾任美国众议院议员（1839年-1841年、1875年-1877年）、马里兰州州长（1848年-1851年）和美国财政部长（1860年-1861年）。
| 前任： 豪厄尔·科布   | 美国财政部长 1860年 - 1861年 | 繼任： 约翰·亚当斯·迪克斯 |
| 前任： 托马斯·普拉特 | 马里兰州州长 1848年 - 1851年 | 繼任： 伊诺克·路易斯·洛   |